# Commission des libertés civiles, de la justice et des affaires intérieures
La Commission des libertés civiles, de la justice et des affaires intérieures (abrégé LIBE) est une commission du Parlement européen.
Elle est présidée depuis 2014 par Claude Moraes (S&D).
Ses vice-présidents sont Kinga Gál (PPE), Sergueï Stanichev (S&D), Jan Philipp Albrecht (Groupe des Verts/Alliance libre européenne) et Barbara Kudrycka (PPE).

## Travaux de la commission
Le 4 juillet 2013, le Parlement européen a chargé cette commission de mener une mission d'enquête sur la surveillance électronique de masse de citoyens de l'Union européenne en collaboration avec les parlements nationaux, à la suite des nombreuses révélations d'Edward Snowden sur les programmes de surveillance de la NSA.

## Membres de la commission

### Membres pour la législature 2009-2014
| Nom                                   | Groupe politique | Pays        |
| ------------------------------------- | ---------------- | ----------- |
| Jan Philipp Albrecht                  | Verts/ALE        | Allemagne   |
| Sonia Alfano                          | ADLE             | Italie      |
| Roberta Angelilli                     | PPE              | Italie      |
| Gerard Batten                         | ELD              | Royaume-Uni |
| Vilija Blinkevičiūtė                  | S&D              | Lituanie    |
| Mario Borghezio                       | ELD              | Italie      |
| Rita Borsellino                       | S&D              | Italie      |
| Emine Bozkurt                         | S&D              | Pays-Bas    |
| Simon Busuttil                        | PPE              | Malte       |
| Wim van de Camp                       | PPE              | Pays-Bas    |
| Philip Claeys                         | Non-inscrit      | Belgique    |
| Carlos Coelho                         | PPE              | Portugal    |
| Rosario Crocetta                      | S&D              | Italie      |
| Agustín Díaz de Mera García-Consuegra | PPE              | Espagne     |
| Cornelia Ernst                        | GUE/NGL          | Allemagne   |
| Tanja Fajon                           | S&D              | Slovénie    |
| Monika Flašíková-Beňová               | S&D              | Slovaquie   |
| Hélène Flautre                        | Verts/ALE        | France      |
| Kinga Gál                             | PPE              | Hongrie     |
| Kinga Göncz                           | S&D              | Hongrie     |
| Nathalie Griesbeck                    | ADLE             | France      |
| Sylvie Guillaume                      | S&D              | France      |
| Ágnes Hankiss                         | PPE              | Hongrie     |
| Salvatore Iacolino                    | PPE              | Italie      |
| Anna Hedh                             | S&D              | Suède       |
| Lívia Járóka                          | PPE              | Hongrie     |
| Teresa Jiménez-Becerril Barrio        | PPE              | Espagne     |
| Dennis de Jong                        | GUE/NGL          | Pays-Bas    |
| Timothy Kirkhope                      | ECR              | Royaume-Uni |
| Juan Fernando López Aguilar           | S&D              | Espagne     |
| Sarah Ludford                         | ADLE             | Royaume-Uni |
| Monica Macovei                        | PPE              | Roumanie    |
| Clemente Mastella                     | PPE              | Italie      |
| Véronique Mathieu                     | PPE              | France      |
| Nuno Melo                             | PPE              | Portugal    |
| Louis Michel                          | ADLE             | Belgique    |
| Claude Moraes                         | S&D              | Royaume-Uni |
| Jan Mulder                            | ADLE             | Pays-Bas    |
| Antigóni Papadopoúlou                 | S&D              | Chypre      |
| Georgios Papanikolaou (en)            | PPE              | Grèce       |
| Jacek Protasiewicz                    | PPE              | Pologne     |
| Carmen Romero                         | S&D              | Espagne     |
| Judith Sargentini                     | Verts/ALE        | Pays-Bas    |
| Birgit Sippel                         | S&D              | Allemagne   |
| Csaba Sógor                           | PPE              | Roumanie    |
| Renate Sommer                         | PPE              | Allemagne   |
| Daniël van der Stoep                  | Non inscrit      | Pays-Bas    |
| Rui Tavares                           | GUE/NGL          | Portugal    |
| Valdemar Tomaševski                   | ECR              | Lituanie    |
| Sophie in 't Veld                     | ADLE             | Pays-Bas    |
| Axel Voss                             | PPE              | Allemagne   |
| Manfred Weber                         | PPE              | Allemagne   |
| Renate Weber                          | ADLE             | Roumanie    |
| Tatjana Ždanoka                       | Verts/ALE        | Lettonie    |

### Membres pour la législature 2014-2019
| Nom                                   | Groupe politique | Pays        |
| ------------------------------------- | ---------------- | ----------- |
| Asim Ademov                           | PPE              | Bulgarie    |
| Jan Philipp Albrecht                  | Verts/ALE        | Allemagne   |
| Martina Anderson                      | GUE/NGL          | Royaume-Uni |
| Gerard Batten                         | ELD              | Royaume-Uni |
| Heinz Becker                          | PPE              | Autriche    |
| Malin Björk                           | GUE/NGL          | Suède       |
| Michał Boni                           | PPE              | Pologne     |
| Bodil Ceballos                        | Verts/ALE        | Suède       |
| Caterina Chinnici                     | S&D              | Italie      |
| Daniel Dalton                         | PPE              | Royaume-Uni |
| Rachida Dati                          | PPE              | France      |
| Agustín Díaz de Mera García-Consuegra | PPE              | Espagne     |
| Frank Engel                           | PPE              | Luxembourg  |
| Cornelia Ernst                        | GUE/NGL          | Allemagne   |
| Tanja Fajon                           | S&D              | Slovénie    |
| Laura Ferrara                         | ELDD             | Italie      |
| Ray Finch                             | ELDD             | Royaume-Uni |
| Lorenzo Fontana                       | ELDD             | Italie      |
| Kinga Gál                             | PPE              | Hongrie     |
| Ana Gomes                             | S&D              | Hongrie     |
| Nathalie Griesbeck                    | ADLE             | France      |
| Sylvie Guillaume                      | S&D              | France      |
| Jussi Halla-aho                       | ECR              | Finlande    |
| Monika Hohlmeier                      | PPE              | Allemagne   |
| Brice Hortefeux                       | PPE              | France      |
| Filiz Hyusmenova                      | ALDE             | Bulgarie    |
| Sophie in 't Veld                     | ADLE             | Pays-Bas    |
| Eva Joly                              | Verts/ALE        | France      |
| Dietmar Köster                        | S&D              | Allemagne   |
| Barbara Kudrycka                      | PPE              | Pologne     |
| Cécile Kyenge                         | S&D              | Italie      |
| Juan Fernando López Aguilar           | S&D              | Espagne     |
| Monica Macovei                        | ECR              | Roumanie    |
| Barbara Matera                        | PPE              | Italie      |
| Roberta Metsola                       | PPE              | Malte       |
| Jörg Meuthen                          | ELDD             | Allemagne   |
| Louis Michel                          | ADLE             | Belgique    |
| Claude Moraes                         | S&D              | Royaume-Uni |
| Alessandra Mussolini                  | PPE              | Italie      |
| József Nagy                           | PPE              | Slovaquie   |
| Péter Niedermüller                    | S&D              | Hongrie     |
| Ivari Padar                           | S&D              | Estonie     |
| Soraya Post                           | S&D              | Suède       |
| Judith Sargentini                     | Verts/ALE        | Pays-Bas    |
| Birgit Sippel                         | S&D              | Allemagne   |
| Branislav Škripek                     | ECR              | Slovaquie   |
| Csaba Sógor                           | PPE              | Roumanie    |
| Sergueï Stanichev                     | S&D              | Bulgarie    |
| Helga Stevens                         | ECR              | Belgique    |
| Valdemar Tomaševski                   | ECR              | Lituanie    |
| Traian Ungureanu                      | PPE              | Roumanie    |
| Marie-Christine Vergiat               | GUE/NGL          | France      |
| Harald Vilimsky                       | ENL              | Autriche    |
| Udo Voigt                             | Non-inscrit      | Allemagne   |
| Josef Weidenholzer                    | S&D              | Autriche    |
| Cecilia Wikström                      | ADLE             | Suède       |
| Kristina Winberg                      | ELD              | Suède       |
| Tomáš Zdechovský                      | PPE              | Tchéquie    |
| Auke Zijlstra                         | ENL              | Pays-Bas    |